# Many Shades of Black
Many Shades of Black é uma música da banda The Raconteurs. Aparece como a oitava faixa em seu segundo álbum, Consolers of the Lonely. É o segundo single do álbum e foi disponibilizado em formato de vinil de 7".
O lançamento do single contém uma versão da música interpretada pela cantora britânica Adele. Ela tocou a música ao vivo várias vezes, incluindo durante sua turnê An Evening with Adele e foi incluída na edição de luxo de seu álbum de estúdio 19. A versão de Adele foi destaque no episódio "Wild Alaskan Salmon" (episódio 6, segunda temporada) da série 90210. 